# Hr.Ms. Tijgerhaai (1972)
De Hr. Ms. Tijgerhaai (S807) was een Nederlandse onderzeeboot van de Zwaardvisklasse. De onderzeeboot werd gebouwd door de Rotterdamse scheepswerf RDM. Van begin 1988 tot 17 november 1998 werd de Tijgerhaai bij de Rotterdamse scheepswerf RDM gemoderniseerd. Tijdens deze periode vond er een batterijexplosie plaats door werkzaamheden aan het batterijventilatiesysteem.
Na uit dienstneming van de Tijgerhaai verkocht de Nederlandse staat het schip samen met de Hr. Ms. Zwaardvis in 1995 aan RDM Technology Holding onder voorwaarde dat de onderzeeboten in 2000 zouden worden ontmanteld als ze niet aan een betrouwbare koper werden verkocht. Potentiële kopers waren Indonesië, Egypte en Maleisië. Geen van de drie wilde uiteindelijk de onderzeeboot kopen. In verband met de mogelijke verkoop lagen de onderzeeboten wel in een Maleisische haven. Het Nederlandse ministerie van defensie was bang dat de scheepswerf in Lumut haar vordering op RDM voor onderhoud en liggeld via de rechter zou verhalen door de verkoop van de onderzeeboten. De Nederlandse staat wilde verhinderen dat de onderzeeboten of onderdelen, zoals torpedobuizen of radar, in onbevoegde handen zouden raken. Daarop werd in 2005 een rechtszaak aangespannen tegen RDM. Op 17 augustus 2005 kwam de rechter met de uitspraak dat RDM voor oktober 2005 met de sloop van de schepen zou moeten beginnen of dat de schepen uiterlijk 1 november 2005 terug moesten zijn in Nederland. Na de uitspraak van de rechter werden de boten in 2006 in opdracht van de Nederlandse staat in Maleisië gesloopt en werden de kosten daarvan, 1,4 miljoen euro, verhaald op RDM.